# Blues for the Red Sun
Albums de Kyuss
Wretch
(1991) Welcome to Sky Valley
(1994)
Singles
1. Green Machine
Sortie : 1993

Blues for the Red Sun, sorti en 1992, est le deuxième album studio du groupe de heavy metal américain Kyuss. Il est sorti le 30 juin 1992 sur le label Dali Records et a été produit par Chris Goss (Masters of Reality) et le groupe.

## L'album
L'album fut enregistré aux Studios Sound City dans le quartier de Van Nuys à Los Angeles.La production de Chris Goss donnera au groupe le son qui lui faisait défaut sur l'album précédent , son qui devint la marque de fabrique de Kyuss et qui sera très apprécié par les critiques et les fans du groupe. Ce son qui alliait la lourdeur du doom metal de Black Sabbath avec le feedback fuzz du groupe Blue Cheer et le space rock de Hawkwind avec des pointes de punk rock et de thrash metal, le tout avec beaucoup de groove.
Cet album est peut-être considéré comme un des albums ayant définitivement établi le style stoner rock aux États-Unis, au même titre que les albums Sleep's Holy Mountain de Sleep et Spine of God de Monster Magnet parus la même année. Les membres de Kyuss préférant plutôt le terme de Desert Rock pour qualifier leur musique. Tous les titres ont été composés par les membres de Kyuss et cet album donnera au groupe son premier single avec Green Machine.
Il est le dernier album du groupe avec Nick Oliveri qui rejoindra ponctuellement le groupe punk rock, The Dwarves sous le pseudonyme de Rex Everything. Il sera remplacé par Scott Reeder (ex - The Obsessed peu après la sortie de l'album. Si le clip vidéo du titre Thong Song a été tourné avec Oliveri, celui de Green Machine comprend déjà Scott Reeder. Oliveri rejoindra Josh Homme au sein des Queens of the Stone Age de 1998 à 2004.

## Les musiciens
- John Garcia : chant sauf sur Mondo Generator
- Josh Homme : guitares
- Nick Oliveri : basse, chant sur Mondo Generator
- Brant Bjork : batterie

## Les titres
| No  | Titre                              | Auteur                  | Durée |
| --- | ---------------------------------- | ----------------------- | ----- |
| 1.  | Thumb                              | Brant Bjork, Josh Homme | 4:41  |
| 2.  | Green Machine                      | Bjork                   | 3:38  |
| 3.  | Molten Universe                    | John Garcia, Homme      | 2:49  |
| 4.  | 50 Million Year Trip (Downside Up) | Bjork                   | 5:52  |
| 5.  | Thong Song                         | Homme                   | 3:47  |
| 6.  | Apothecaries Weight                | Garcia, Homme           | 5:21  |
| 7.  | Caterpillar March                  | Bjork                   | 1:56  |
| 8.  | Freedom Run                        | Bjork, Homme            | 7:37  |
| 9.  | 800                                | Garcia, Homme           | 1:34  |
| 10. | Writhe                             | Homme                   | 3:42  |
| 11. | Capsized                           | Garcia, Homme           | 0:55  |
| 12. | Allen's Wrench                     | Bjork, Homme            | 2:44  |
| 13. | Mondo Generator                    | Nick Oliveri            | 6:15  |
| 14. | Yeah                               | Garcia                  | 0:04  |

## Informations sur le contenu de l'album
- Le titre de l'album est un hommage à Blues for a Red Planet tiré de l'épisode 5 de la série télévisée Cosmos présenté par Carl Sagan[2].
- Mondo Generator, écrit par Nick Oliveri, deviendra le nom du groupe qu'il formera par la suite.
- En 2001, le magazine musical britannique Q a classé l'album dans les « 50 Heaviest Albums Of All Time » [3].